# Wet van Swanson

De wet van Swanson, de leercurve van zonnepanelen

De wet van Swanson is de observatie dat de prijs van fotovoltaïsche zonnepanelen de neiging heeft om met 20 procent te dalen voor elke verdubbeling van het cumulatieve geproduceerde volume. Anno 2016 dalen de kosten ongeveer elke 10 jaar met 75%. Het is genoemd naar Richard Swanson, de oprichter van SunPower Corporation, een fabrikant van zonnepanelen.
De wet van Swanson wordt vergeleken met de wet van Moore, die de groeiende rekenkracht van processors voorspelt. De prijzen voor fotovoltaïsche cellen van kristallijn silicium zijn gedaald van 76,67 dollar per watt in 1977 tot 0,36 dollar per watt in 2014.   Het uitzetten van de moduleprijs voor een zonnepaneel (in $ / Wp) versus de tijd laat een daling zien met 10% per jaar.
De term wet van Swanson lijkt afkomstig te zijn van een artikel in The Economist dat eind 2012 werd gepubliceerd.  Het is niet juist dat Swanson de eerste persoon was die deze analyse maakte. De methode die door Swanson wordt gebruikt, wordt vaker leercurve of ervaringscurve genoemd. Het werd voor het eerst ontwikkeld en toegepast in de luchtvaartindustrie in 1936 door Theodore Paul Wright  en zag halverwege de jaren negentig zijn eerste wijdverbreide toepassing in de fotovoltaïsche industrie.